# Sydlig piplärksångare
Sydlig piplärksångare (Parkesia motacilla) är en fågel i familjen skogssångare inom ordningen tättingar. Den häckar i nordöstra USA intill rinnande vattendrag.

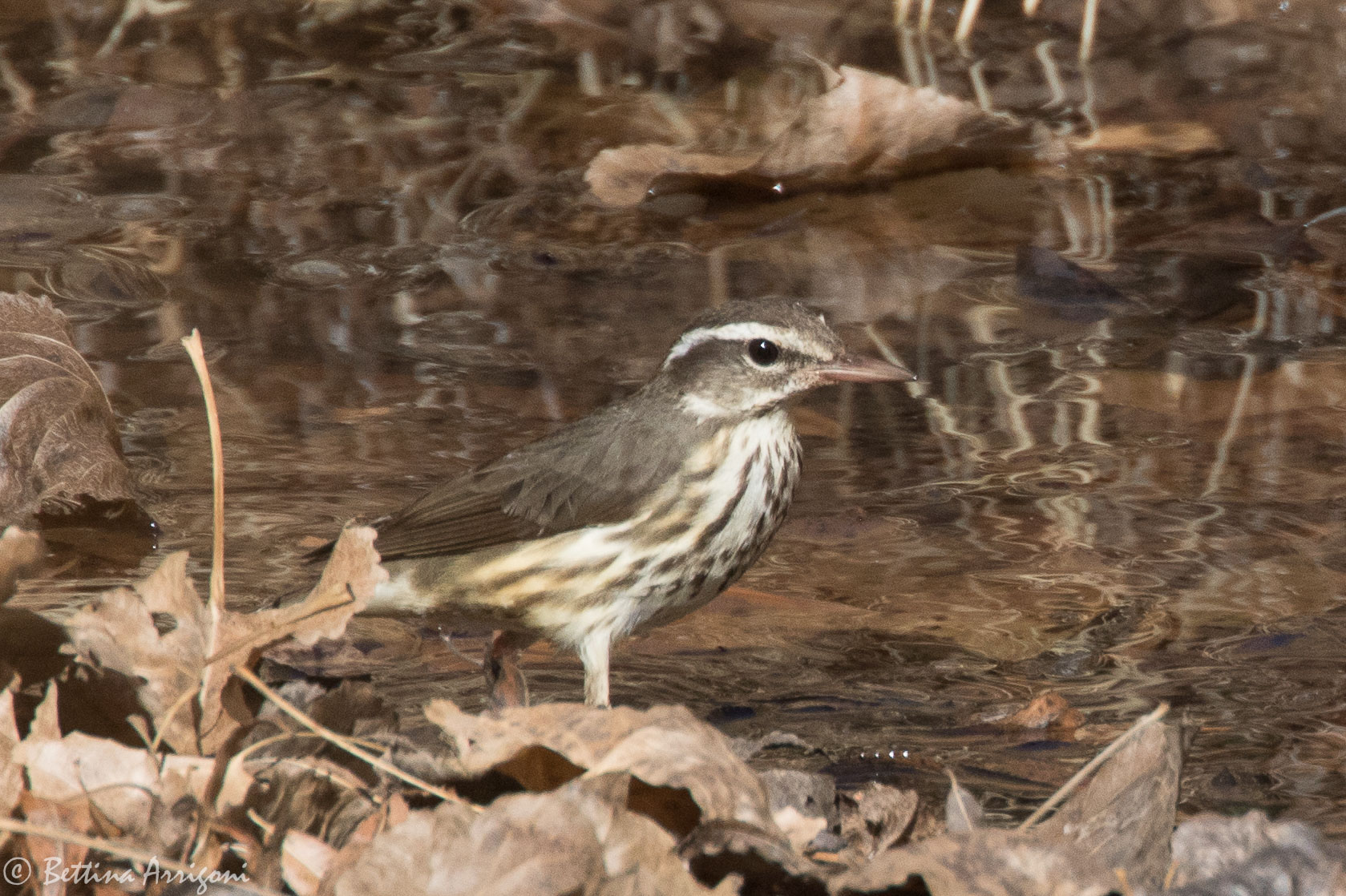

## Utseende
Sydlig piplärksångare är som namnet avslöjar en piplärksliknande fågel, men har längre och mer distinkt ögonbrynsstreck, kraftigare huvud och näbb samt kortare stjärt. Den har vanan att långsamt men bestämt gunga på bakkropp och stjärt upp och ner likt en ärla. Arten är mycket lik nära släktingen nordlig piplärksångare med brunaktig fjäderdräkt och längsstreckad undersida. Sydlig piplärksångare har dock bredare och vitare ögonbrynsstreck, något kraftigare näbb och är mer sparsamt streckad under på vit botten, ej med gul anstrykning.

## Läte
Sången inleds med två eller tre klara och böjda toner, följt av en serie fallande tjippande och tjirpande ljud. Lätet är ett ljudligt och starkt "spich". I flykten hörs ett stigande "zzip" likt nordlig piplärksångare.

## Utbredning och systematik
Sydlig piplärksångare häckar i östra USA och flyttar till vinterkvarter från södra Florida till nordvästra Sydamerika och Västindien. Tillfälligt har den påträffats på Grönland samt de västindiska öarna Guadeloupe och Saint Martin. Ett fynd i Kanarieöarna som tidigare ansågs utgöra en sydlig piplärksångare har nu ombestämts till nordlig piplärksångare.

Utbredningsområde för sydlig piplärksångare, där gult betecknar förekomst under häckningstid och blått övervintringsområde.

### Släktestillhörighet
Tidigare placerades arten i släktet Seiurus, men DNA-studier visar att arterna i släktet inte är varandras närmaste släktingar. Sydlig och nordlig piplärksångare har därför lyfts ut till det egna släktet Parkesia.

## Levnadssätt
Precis som nordlig piplärksångare är arten knuten till vatten, i sumpskogar och vattendrag i skogsmark. Jämfört med denna föredrar dock sydlig piplärksångare mer öppna områden med rinnande vatten.
Födan består huvudsakligen av insekter, mollusker och kräftdjur. Den tar större byten och färre flugor än nordlig piplärksångare. Fågeln häckar mellan april och juli, med äggläggning huvudsakligen april–juni, ibland med två kullar.

## Status och hot
Arten har ett stort utbredningsområde och en stor population, och tros öka i antal. Utifrån dessa kriterier kategoriserar internationella naturvårdsunionen IUCN arten som livskraftig (LC). Beståndet uppskattas till 450 000 vuxna individer.